# Calliandra magdalenae
Calliandra magdalenae är en ärtväxtart som först beskrevs av Dc., och fick sitt nu gällande namn av George Bentham. Calliandra magdalenae ingår i släktet Calliandra och familjen ärtväxter.

## Underarter
Arten delas in i följande underarter:
- C. m. colombiana
- C. m. magdalenae